# 中林氏蛇紋天牛
中林氏蛇紋天牛（學名：Microlenecamptus nakabayashii）是天牛科蛇紋天牛屬之下一個鞘翅目昆虫的物種。本物種由Takakuwa於1992年描述，發現於琉球群島:102。本物種並沒有亞種。